# Méthyldopa
Le méthyldopa ou alpha-méthyldopa (vendu sous les noms Aldomet, Apo-Methyldopa, Dopamet, Novomedopa) est un médicament antihypertenseur d'action centrale qui agit en stimulant les récepteurs alpha 2 présynaptique . Son usage est à présent restreint, car d'autres classes de médicaments plus sûres ont été développées. Cependant il continue à être utilisé dans certains cas, surtout dans le traitement de l'hypertension gestationnelle (autrefois connue sous le nom d'hypertension induite par la grossesse).
Il fait partie de la liste des médicaments essentiels de l'Organisation mondiale de la santé (liste mise à jour en avril 2013).
En 2022, un bilan des études cliniques portant sur l'usage du méthyldopa lors de la grossesse est effectué en Belgique; les auteurs ne trouvent que deux études, laissant savoir qu'il y a encore un manque d'information sur son usage pour traiter l'hypertension gestationnelle, même si le composé est le choix de première ligne pour traiter la condition .